# Историческое общество Орегона
Орегонское историческое общество — организация, которая занимается изучением истории Орегона и Орегонской земли, созданное в 1898 году. Общество управляет Центром истории Орегона, который включает в себя Музей исторического общества штата Орегон в Портленде.

## История
Общество было организовано 17 декабря 1898 года в Портленде в здании Портлендской библиотеки. Первым президентом стал Харви Скотт; в первый год общество насчитывало 370 членов. Джордж Хаймс был назначен первым куратором общества в 1899 году, и этот пост он сохранял в течение четырёх десятилетий, вплоть до февраля 1939 года.
Вскоре после своего образования общество открыло свой первый офис и музей в мэрии Портленда и приступило к созданию региональной исследовательской библиотеки и коллекции исторических артефактов. В 1900 году в качестве официального издания организации был напечатан первый номер исторического ежеквартального журнала. в 1913 году общество переехало из мэрии в Турни-Билдинг на 4 с половиной года. В сентябре 1917 года в Портлендскую новую общественную аудиторию. В 1966 году общество переехало на новое место, в котором оно находится и в настоящее время.

## Финансирование
В ноябре 2010 года избиратели округа Малтнома одобрили инициативу, которая включала в себя пятилетний налог на имущество для финансирования учреждения и предоставления жителям округа бесплатного доступа в музей. В 2011 году Законодательная ассамблея Орегона выделила 2,5 миллиона долларов для оказания помощи обществу в погашении ипотеки на его терморегулируемый склад площадью 9300 м², в котором хранятся карты, книги и фильмы, принадлежащие обществу. В конце 2011 года общество получило 2 миллиона долларов по завещанию Фреда Филдса, известного бизнесмена и филантропа из Орегона.

## Подразделения
Музей, архивы и библиотека содержат около 26 миллионов метров кино-и видеопленки, более 2,5 миллионов фотографий, 85 тысяч артефактов, 30 тысяч книг, 25 тысяч карт, 16 тысяч рулонов микрофильмов и 8400 часов аудиозаписей, охватывающих более 2100 интервью. Общество располагает одной из самых больших коллекций исторических фотографий в Соединенных Штатах.
Общество постоянно издает исторический ежеквартальный журнал с 1900 года. С 1929 года издательство опубликовало более 150 книг по истории, политике, культуре, географическим названиям и биографиям Орегона. С 2009 года общество приостановило издание книг, но публикация исторического ежеквартального издания продолжается.
Сувенирный магазин общества расположен в вестибюле отеля Соверен. Это здание было внесено в Национальный регистра исторических мест в 1981 году.